# Pandemia de COVID-19 na Arábia Saudita
Este artigo documenta os impactos da pandemia de coronavírus de 2020 na Arábia Saudita e pode não incluir todas as principais respostas e medidas contemporâneas.

### Março
- 2 de março - Arábia Saudita confirma seu primeiro caso, um cidadão saudita retornando do Irã via Bahrain.[1]
- 4 de março - a Arábia Saudita relatou um segundo caso de coronavírus, um companheiro do primeiro, que atravessou a calçada do Bahrein sem revelar que havia visitado o Irã.[2]

### Abril
- 1 de abril - 157 novos casos foram registrados pelo ministério, elevando o total para 1.720. 99 recuperações e 6 mortes também foram registradas.[3]
- 2 de abril - 165 novos casos foram relatados pelo ministro da saúde, significando que o número total de casos aumentou para 1885. 64 recuperados e 5 mortes foam registradas
- 3 de abril - 154 novos casos foram anunciados pelo ministro da saúde, significando que o número total de casos chegou a 2039. 23 recuperados e 4 mortes foram registradas.
- 4 de abril - 140 novos casos foram registrados. O número total de casos atingiu 2.179. 69 recuperações e 4 mortes foram registradas.
- 5 de abril - foram relatados 223 novos casos, elevando o número total de casos para 2.402. Houve 68 novas recuperações e 5 novas mortes.
- 6 de abril - foram notificados 203 novos casos, elevando o número total de casos para 2.605. Foram registradas 63 novas recuperações e 4 mortes.
- 7 de abril - 190 novos casos foram anunciados, elevando o total para 2.795. 64 recuperações e 3 mortes também foram registradas.
- 8 de abril - o New York Times relatou que cerca de 150 membros da família real saudita haviam testado positivo. O sobrinho do rei, Faisal bin Bandar Al Saud, está em tratamento intensivo devido a complicações por coronavírus.[4] 137 novos casos e 16 recuperações foram registrados. Não foram anunciadas novas mortes, pois o número total de casos chegou a 2.932.
- 9 de abril -
  - 355 casos novos são relatados, significando que o total aumentou para 3.287. 3 novas mortes e 35 recuperações também são relatadas.
  - A coalizão liderada pela Arábia Saudita que combate os rebeldes houthis no Iêmen declarou um cessar-fogo de duas semanas, contando a partir das 12h no horário local[5] em uma tentativa de conter a disseminação do novo coronavírus no país devastado pela guerra[6] e facilitar as negociações de paz no país lideradas pelo enviado especial das Nações Unidas, Martin Griffiths, que defendeu a proposta de cessar-fogo.[5]
- 10 de abril - 364 casos novos são relatados. O número total de casos atingiu 3.651. 19 novas recuperações e 3 mortes foram também relatadas.
- 11 de abril - 382 casos novos foram registrados pelo ministro, significando que o número total de casos atingiu 4.033. 35 novas recuperações e 5 mortes também são relatadas.
- 20 de abril - o número total de casos confirmados ultrapassou 10,000. O ministro da saúde saudita Tawfig AlRabiah diz "o aumento no número de casos de COVID-19 no Reino foi resultado de testes ativos."[7]
- 24 de abril a 23 de maio - Devido ao coronavírus, a oração Tarawih será realizada em Al-Masjid al-Nabawi, em Medina, e o Masjid al-Haram em Meca, durante o mês do Ramadão.[8] Foram suspensos também o transporte interno de avião, trem e táxi, incluindo transferências do Uber e outras empresas de transporte privado.[9]